# Medeni mož
Medeni mož (izvirno The Gingerbread Man) je filmski triler iz leta 1998, ki ga je režiral Robert Altman. Film temelji na neobjavljenem rokopisu pisatelja Johna Grishama, ki ga je v scenarij priredil Al Hayes. Glavne vloge so odigrali Kenneth Branagh, Embeth Davidtz, Robert Downey, Jr., Tom Berenger, Daryl Hannah, Famke Janssen in Robert Duvall.

## Vsebina
Ločeni odvetnik Rick Magruder (igra ga Kenneth Branagh) se vrača domov z zabave, ko naleti na eno od natakaric z zabave po imenu Mallory Doss (igra jo Embeth Davidtz). Slednji je neznanec ukradel avtomobil in Rick ji kot kavalir ponudi prevoz do doma. Tam Mallory opazi svoj avtomobil in posumi, da gre za neslano potegavščino njenega trčenega očeta Dixona Dossa (igra ga Robert Duvall). Rick jo v trenutku obupa zavoljo očetovega obnašanja objame in naposled noč preživita skupaj v njeni postelji.
Rick se iz Malloryjine postelje prepozno zbudi in zamudi k bivši ženi, kjer bi moral pobrati otroka in z njima preživeti dan. To vseeno stori, a se mu otroka med poslovnim telefonskim klicem izmuzneta sredi zabaviščnega parka. Rick ju nato olajšano najde pri mačji kletki, kamor sta si odšla ogledat majhne mucke. Po vrnitvi v pisarno Rick povsem na lastno pobudo odpre primer zoper Malloryjinega očeta. Primer mu uspe povleči na sodišče, kjer sodniku ne preostane drugega, kot da trčenega bosonogega starca pošlje v umobolnico.
Kmalu odjekne novica, da je Dixon iz umobolnice ušel s pomočjo pripadnikov svoje čudne tolpe. Ricka zadeva povsem prestraši, saj se nenadoma zboji za otroke, da jima ne bi Dixon kaj storil. Njegov strah še okrepi anonimna pošiljka, v kateri najde slike otrok, ki se skupaj z njim igrata in obedujeta v parku. Rick na vrat na nos odide ponju v šolo, čeprav ima za to dovoljenje le njegova bivša žena. Na pot mu stopi celo šolski varnostnik, a ga s pestjo udari v nos in otroka odpelje ven. V hipni odločitvi ju odpelje v nek motel, v katerem najame sobo.
Medtem ko odide ven do telefonske govorilnice, da bi opravil klic svojemu pomočniku Clydu (igra ga Robert Downey, Jr.), mu pogled na otroka zastre tovornjak cisterna. Ko se tovornjak odpelje, nenadoma otrok ni več v sobi. Rick, ki se je zavoljo domnevne ugrabitve otrok znašel pod tiralico, se skupaj z Mallory besen odpravi na Dixonovo posestvo sredi gozda. Tam opazi pripadnike Dixonove tolpe, ki se nenadoma s poltovornjakom odpeljejo s prizorišča. Ko mu Mallory zavpije, da je v poltovornjaku videla otroka, ga pograbi silna jeza. Iz žepa privleče pištolo, ki mu jo je malo prej dala Mallory, in starca usodno ustreli v čelo. Dixon je na drugi strani imel svojo priložnost, da iz strelskega dvoboja potegne daljšo, a je zavoljo Malloryjine prisotnosti namenoma ustrelil visoko v zrak.
Na prizorišče prodre policija in Ricka aretira zaradi umora. Ko ga njegova pomočnica Lois (igra jo Daryl Hannah) izvleče iz pripora, se odloči preiskati primer do dna. Pomočnik Clyde med drugim odkrije, da si je stari Dixon lastil zgolj tisto gozdno posestvo in da je dedinja posestva Mallory. Ugotovi tudi, da je na posestvu naravni nasad črnih orehovih dreves, ki so po približni oceni vredna med 10 in 15 milijoni dolarjev. Naenkrat Rick spregleda motiv in spozna, da sta ga v nezavidljivo situacijo z iznajdljivim spletkarskim načrtom pahnila Mallory in njen bivši mož Pete Randle (igra ga Tom Berenger).
Ko Clyde ugotovi, da sta Pete in Mallory še vedno poročena, postane zgodba jasna. Rick Clyda pošlje na Petovo barko, a vse preseneti vihar Geraldo, ki preseka vse električne in telefonske povezave. Ker od Clyda ne dobi odgovora, se Rick kar sam odpravi k Petu in na barki najde Clydovo truplo. Med Petom in Rickom se nato odvije boj, ki ga konča Mallory, ko s signalno pištolo ustreli Peta v hrbet in ga smrtno rani. Ricka njena poteza preseneti, a vseeno ostane na preži. Ko Mallory Rick ponudi pištolo in ji da občutek, da jo je napolnil z nabojem, jo Mallory nameri vanj. Na srečo Rick v pištolo naboja ni vstavil in Mallory ustreli v prazno. Kasneje se Mallory kot glavna krivka v primeru znajde pod obtožbo umora Peta Randla. Rick je vseeno ne odnese gladko, saj je navsezadnje ubil nedolžnega človeka - Dixona Dossa. Zavoljo tega se sam odloči sprejeti ponujeno kazen, petletno pogojno kazen in izgon iz odvetniške zbornice.

## Igralska zasedba
- Kenneth Branagh - Rick Magruder
- Embeth Davidtz - Mallory Doss
- Robert Downey, Jr. - Clyde Pell
- Daryl Hannah - Lois Harlan
- Tom Berenger - Pete Randle
- Famke Janssen - Leeanne Magruder
- Robert Duvall - Dixon Doss
- Jesse James - Jeff Magruder
- Mae Whitman - Libby Magruder

## Produkcija
Film temelji na izvirni zgodbi Johna Grishama, ki so jo predelali v scenarij. Kennethu Branaghu se je zgodba dopadla in je privolil v sodelovanje, a pod pogojem, da režisersko palico prevzame priznan režiser. Željo za sodelovanje je na drugi strani izrazil Robert Altman, a se je bil v navezo z Branaghom pripravljen spustiti le pod pogojem, kot je povedal Branaghu: »Če uspeva preslepiti publiko, s tem ko te ne napraviva za junaka, temveč za osmoljenca.« 
V projekt je tako vstopil Altman in kmalu močno predelal scenarij, a je še vedno pohvalil delo psevdonimnega scenarista Ala Hayesa.  Altman je v intervjuju izjavil: »Želel sem si zgolj spremeniti elemente tovrstnih zgodb in poskusil film čim bolj oddaljiti od sodnih dvoran.«  Altman je film tudi prestavil v mesto Savannah, Georgia, in v dogajanje vpletel stalno prisotnost slabega vremena in viharja Geralda.
Altmanu je pri spremembah kot navdih služil film Charlesa Laughtona iz leta 1955, The Night of the Hunter.

## Sprejem
Družba Polygram Films je avgusta 1997, po neuspešno prestanem preizkusu publike, v projekt pripeljala neznano osebo, ki je film brez Altmanove vednosti predelala, rekoč da je Altmanovi različici »primanjkovalo napetosti in primerne glasbene podlage.«  Ta dogodek je seveda naletel na Altmanovo neodobravanje in spor med njim in filmsko družbo je privrel celo do te točke, da je Altman zahteval, da njegovo ime odstranijo iz projekta.  Po navedbah Branagha je film uspešno prestal prvi test, a ne dovolj uspešno za pričakovanja studija. V intervjuju je dejal: »Čutiti je ogromen pritisk, da vse skupaj lično povežemo in zatremo vse, kar štrli iz povprečja. Vse, kar namiguje na kompleksnost lika, je po mnenju nekaterih ljudi nezaželeno in na to gledajo kot na hud zločin.«  Družba Polygram je nato odnehala, ko je njihova različica slabše prestala preizkus kot Altmanova. Ljudem v studiju je šlo v nos predvsem dejstvo, da je Altman popolnoma predelal scenarij, ki je postal ostrejši do pravniških likov. 
Leta kasneje je Ray Pride opravil intervju z Altmanom, ki je o poprodukcijski katastrofi povedal: »Ja no, gre za kriminal, njihov odnos do tistega filma. S strani vodilnega tipa (Polygram Films) je prišel maščevalen ukaz. Tip je bil celo tako razkurjen z mano, da je sodelavcem dejal, da želi, da film propade. Smo v pogovorih z odvetniki, a je tako tožbo skoraj nemogoče dobiti. Ne moreš namreč dokazati, kako uspešen bi film lahko bil. Ljudje v studiju so bili samo besni, ker film testov pri najstniški publiki ni prestal, kot so si želeli, s'j veste, v tistih nakupovalnih centrih.« 
Mick LaSalle je v svoji oceni filma za San Francisco Chronicle zapisal: »Če Altman s svojimi prijemi ne bi posredoval, bi bil Medeni mož povprečen triler. Celo z njegovimi prijemi film ne more biti več kot dober primerek svojega žanra, a dober vseeno pomeni dober.«  Jay Carr je za Boston Globe film označil za »zabavno šaro... Tukaj streljamo klamfe, a film je dopadljiv, zahvaljujoč režiserju Robertu Altmanu in prvemu zvezdniku Kennethu Branaghu.«  Boyd Tonkin je v svoji oceni v časniku The Independent poudaril: »Film ne gomazi ali blodi, kot to počne delo starega Altmana. Film niti nikoli zares ne ujame tiste dramatične iskre. Gre za pregorel eksperiment, v več pogledih.«  Roger Ebert in Gene Siskel sta filmu pridala dva dvignjena palca in triler komentirala kot »briljantno filmsko delo.«